# Udatna lesní
Udatna lesní (Aruncus vulgaris) je druh rostlin patřící do čeledě růžovité (Rosaceae). Roste planě v mírném pásmu severní polokoule. V ČR roste v horských a suťových lesích, na vlhkých polostinných místech. Rostlina tvoří až 2 m vysoké, mohutné, vzpřímené, husté keře, olistěné velkými, dvojitě až trojitě zpeřenými listy, složenými z vejčitých, ostře pilovitých lístků. Mírně větvené lodyhy jsou zakončeny velkými latami klasovitých hroznů s drobnými smetanově bílými květy. Květy jsou drobné, žlutobílé, jednopohlavné, většinou dvoudomé. Kvete od května do července, plodem je měchýřek.

## Původ
Pochází ze severní polokoule, z chladnějších částí Evropy a Asie.
V oblastech Severní Ameriky je popisován velmi podobný druh jako udatna dvoudomá. Někdy jsou uváděny jako stejný druh.

## Synonyma
Česká: udatna dvoudomá, dešťovník.

## Použití
Tyto rostliny lze použít v ČR jako okrasné rostliny. Jsou to efektní solitéry, ale lze je použít i do skupin.

## Pěstování

### Nároky
Při pěstování v mírném pásmu (ČR) je to nenáročná rostlina, roste i na slunci, ale lépe se jí daří v polostínu. Vhodná je propustná, humózní až hlinitá půda, vlhká, nebo dobře zásobená vodou a živinami. Snáší exhalace. Obvykle netrpí škůdci.

### Rozmnožování
Množí se hlavně dělením trsů koncem léta nebo časně na jaře. Může se množit i semenem, které se vysévá již na podzim nebo po stratifikování na jaře.